# V-1 (летећа бомба)
V-1, било је немачко „оружје одмазде“, у Другом светском рату. У суштини, била је то беспилотна летелица, напуњена са екслозивом, по принципу бомбе. Погоњена је са млазним пулсирајућим мотором Аргус As 014. Може се сматрати да је то, у светској историји ратовања, прва изграђена и оперативно коришћена крстарећа ракета. Главни пројектант, био је Роберт Ласер, 1942. године. Концепција јој се заснива на бази конструктивних решења за авионе, а укупно су произведена 32 000 примерака. Са V-1, из прве серије, бомбардован је Лондон, 13. јуна 1944. године. Тада су крилате бомбе V-1 лансиране (испаљене) са лансера, инсталираних дуж француске обале, у правцу Лондона. То је била одмазда за предузету савезничку операцију Оверлорд, у оквиру битке за Нормандију, која је почела само недељу дана раније. На југоисточну Енглеску, дејствовано је са V-1, укупно преко стотину дана. За то време, дејствовано је са 9 521 бомбом. Дејство је прекинуто у октобру 1944. године, када су савезничке снаге заузеле све локације њиховог лансирања према Енглеској. Тада је настављено бомбардовање циљева у Белгији. Њихова активност је потпуно прекинута, по заузимању последње лансирне рампе, 29. марта 1945. године. Последице бомбардовања са V-1 су 22 892 жртве, углавном цивилна лица.

## Име и категорија
V-1 је као пропагандни назив „сковао“ Јозеф Гебелс, од почетне немачке речи за освету, узео је слово V. Фиселер Fi 103, је војна ознака на основу номенклатуре немачког ратног ваздухопловства, Луфтвафе.
У Уједињеном Краљевству, неслужбен назив за V-1 био је „рашље“, због карактеристичне буке (од пулсирања) погона са пулсирајућим млазним мотором.
Са називом да је ракета V-1, а фактички је пројектована као авион. Структура и аеродинамика крила, трупа и репних површина су пројектовани по авионским стандардима и технологији. Мотор је проточни пулсирајући млазни, са неповратним вентилима за улазни ваздух, испред коморе сагоревања. Труп је искључиво искоришћен за смештај експлозива, аутономне навигационе опреме и команди лета, и акумулираног погонског ваздуха под притиском од 150 атмосфера. Практично је то била беспилотна летелица напуњена са експлозивом. То је у ствари крстарећа ракета, која је са савременом опремо за управљање и навигацију, после неколико деценија постало ефикасно и масовно оружје.

## Пројектовање и развој
У јесен 1936. године, почео рад на развоју летелице, са даљинским управљањем. Развијени систем за даљинско управљање и надзор летелице је имао ознаку AS 292 (војна ознака FZG 43).
Дана 9. новембра 1939. предложено је команди Луфтвафе да се изгради беспилотна летелица са даљинским управљањем, носивости од 1 000 kg, са долетом преко 500 km. Ваздухопловне фирме су заједнички разрадиле пројекат као приватну иницијативу, а у априлу 1940. године, финализиран је и представљен побољшани пројекат P 35 „Ерфурт“.
Пројекат је размотрен и анализиран, са закључком да се не види реалност применљивости концепта за борбену употребу. Главно неповерење је изражено према систему за даљинско управљање. Практично, том је приликом пројекат одбијен као не применљив програм развоја и производње.
Упркос томе, произвођачи мотора и авиона су били убеђени у применљивост пројекта и наставили су рад на његовој разради и усавршавању. Произвођач мотора Аргус и авиона Хајнкел, удружени су ажурирали пројекат са погоном са једним млазним пулсирајућим мотором. Роберт Лусер (енгл. Robert Lusser), главни пројектант и технички директор Хајнкела, преузео је ваздухопловну компанију Фислер (енгл. Fiesler), 22. јануара 1942. Тада је уједно постао и главни пројектант V-1.
Коначан предлог пројекта је поднет надлежним органима Луфтвафе 5. јуна и пројекат је преименован у Fi 103, пошто је одређена фирма   за главног извођача и за финалисту производа. Дана 19. јуна 1941. године, одлучено је за Fi 103, да је програм развоја и производње високог приоритета, а да развој преузима опитни центар Луфтвафе, у Карлшегену.
До 30. августа, произведен је први „змај“ летелице, а први пробни лет Fi 103, одржан је 10. децембра, на полигону у Пенеминдеу, када се летелица срушила после 200 m лета.
Било је неопходно да се летелица стабилизује у лету, тако да је додатно опремљена системом са жироскопском стабилизацијом, на путањи лета. У току оперативног развоја Fi 103, на њој је направљено преко 150 измена и модификација.

## Опис
Летелица V-1 је пројектована за једнократну употребу, те је био приоритетни критеријум јефтина, лака и брза производња, са доступним материјалима за масовност. Крило и репне површине су једноставног правоугаоног облика, чија се структура састоји из истих понављајућих ребара, повезаних са уздужницама. Материјали су комбиновани, лим и дрвена иверица. Труп је од челичног лима, са међусобним спајањем, помоћу технологије варења. Погон је Пулсирајући млазни мотор. Пулсирање мотора је 50 пута у секунди, што је правило карактеристичну буку јаког зујања бумбара (инсекта). Мотор самостално погони летелицу, након постизања довољне почетне брзинеV-1 на лансирној рампи.
Успешно је реализован развој и производња беспилотне летелице, летеће бомбе, са аутономним вођењем. Добијен је једноставан концепт, али веома радикалан, по својим ефектима и техничким решењима. Првенствено је коришћен у одмазди на циљеве јужне Енглеске, са разарајућим дејством 2 000 kg експлозива.
Почетни проблеми навигације и стабилизације летелице, на путањи према циљу, превазиђени су. Извршавани су задаци са усмеравањем лансирних рампи и са аутоматским вођењем летелице после њеног напуштања правца шине. Након потрошње горива, „летећа бомба“ је балистичи усмеравана на циљ у стрмом обрушавању на исти (под 60°).

### Погон
Пулсирајући мотор Аргус As 014, уграђен је изнад задњег дела трупа, ослоњен на вертикални стабилизатор и напред, на профилисани носач.
Почетно паљење мотора As 014, реализовало се са аутомобилском свећицом, која је уграђена на зид коморе сагоревања, на 0,76 m, иза улазне ролетне неповратних вентила, на улазу у комору. Свећица се напајала са спољним електричним извором. При почетном пуштању мотора у рад, у његов усисник, испред ролетни, доводио се ваздух под притиском. Гас ацетилен, користио се за покретање мотора.
Када је мотор почео да ради и стабилизује му се температура, прикључна спољна цев, за напајање са ваздухом и електрични конектор, уклањали су се, а резонантни принцип мотора је сачуван са паљењем смеше од врелих зидова коморе сагоревања и без електричне варнице са свећице. После паљења мотора престаје потреба за електричним системом са свећицом.
Мотор Аргус As 014, после паљења, не захтева за свој рад брзину кретања и динамички притисак на улазу у усисник. Он је пулсирајући мотор и може да настави да ради и без кретања летелице. Снимљено на филмској траци, види се карактеристично пулсирање издувних гасова, што потврђује да мотор ради на устаљеном режиму, пре него што се активира систем катапултирања летелице. Систем за катапултирање, имао је погон, базиран на енергији водене паре. У почетку се испоставило да даје летелици већу почетну брзину, од предвиђене, те се истој морао повећавати отпор, што јој је смањило путну брзину, па су је могли обарати и класични авиони. Лансирна рампа је била дугачка 42 m. Била је усмерена према подручју циља. На рампи су две шине вођице, заједно са прорезаном цеви са слободним клипом са куком, која се качи на доњи део трупа летелице. На крају ове цеви клип се зауставља и летелица напушта везу са куком (склизне са ње), а после тога напушта и водеће шине и прелази у слободни лет.
Поред земаљског начина катапултирања летелице, коришћен је и систем њеног ношења са адаптираним авионом бомбардером Хајнкел He-111. Чија брзина лета се користила, као почетна за V-1, али после њеног одвајања од авиона носача. V-1 је настављао лет, са сопсвеним мотором Аргус As 014.
Почев од јануара 1941. године, импулсни млазни мотор Аргус As 014 је испитиван на разним објектима, укључујући и аутомобиле, као и на експерименталном јуришном броду познатом као „торнадо“. Неуспешан је био прототип верзија пловећег торпеда, који је био напуњен са експлозивом и усмераван у правцу противничког брода. Пре удара у брод, пилот је искакао из њега, на безбедној дистанци. „Торнадо“ је био састављен од хидроавионских пловака, повезаних у катамаран, са малом пилотском кабином на саставцима носача. Торнадов прототип је био сувише бучан и упадљив, па је напуштен у корист решења са конвенционалним клипним погоном.
Мотор Аргус As 014, имао је прво испитивање у лету 30. априла 1941. године.
|  |  |  |

### Управљање
Систем управљања са V-1, заснива се на једноставном аутопилоту за регулисање висине, нагиба и правца лета. Поред магнетног компаса, барометарског притиска, постојали су и давачи (сензори) за нападни угао α, угао бочног клизања β и попречни нагиб φ. Они су били механичко електричног принципа (либеле и клатно, види слику десно), а за сигнале тренутног скретања око све три осе авиона, користио се жироскоп, са три степена слободе. На првој слици десно (цртежу) приказано је, да на репном делу летелица вуче малу „кобасицу“, која је увек у правцу струјања ваздуха. Свако одступање тога правца од правца осе летелице, у равни симетрије и у нормалној равни на њу, претвара се у сигнал о α и β, за улаз у аутопилот. Попречни нагиб φ, показује се са системом „либеле“, постављене дуж размаха крила. Енергетски погон жироскопа, за контролу лета, је са компримованим ваздухом, из два велика сферна резервоара, који је такође одржавао под притиском и резервоар са горивом. Ови резервоари са ваздухом, напуњени су под притиском од 150 атмосфера, пре покретања мотора за лет.
За мерење курса лета користио се и магнетни компас, а за промену висине барометарски притисак. Систем аутоматског управљања са летом, био је за то време, изненађујуће софистициран. Примењене су повратне спреге, у функцији упоређења измерених са жељеним компонентама вектора стања лета, са логичком тенденцијом корекције добијене разлике према нули. Аутопилот је оформљавао одговарајуће командне сигнале и слао их на крмила вертикалног и хоризонталног репа летелице, у функцији корекције њеног положаја. То је било веома тешко постићи са тадашњим нивоом рачунарске технологије. У циљу истраживања правог решења, у почетку је покушавано мерење правца лета и са малим радио одашиљачем, у односу на познате локације емитовања радио-сигнала. Касније се прешло на одржавање правца лета на основу сигнала са магнетног компаса и жироскопа правца. У почетку је био и велики проблем са утицајем пулсирања мотора на исправан рад магнетног компаса.
Уздужно управљање, било је засновано на сигналима за нападни угао α, барометарски притисак и жироскопски сигнал пропињања. Извршна команда се одвијала преко крмила хоризонталног репа. Попречно смерно кретање (које је међусобно „купловано“, као код свих летелица, са постојањем равни симетрије), на основу сигнала о углу клизања β, углу нагиба φ, правцу лета са магнетног компаса и сигнала жироскопа о скретању и ваљању летелице. Обрађени извршни сигнал, аутопилот је слао на крмило правца, са којим је одговаралуће и отклањан. За летелицу ове намене није било потребе за командом са крилцима. Извршне радње крмила су енергетси биле обезбеђене са компримованим ваздухом из истих резервоара, као жироскоп и горивни систем.
За одређивање тренутка за напад на циљ, користио се анемометар са малом елисом, који је био уграђен на носном делу трупа. Са њим је доста тачно одређивано подручје и тренутак бомбардовања, практично је одређивана дужина долета, у нивоу тачности од km± 6. Шематски је тај систем приказан на слици десно.
Пре лансирања, бројач се постави на бројну вредност жељеног долета, према предвиђеним условима лета и са прорачуном утицаја ветра. У току лета, за сваких 30 обртаја мале елисе анемометра, смањи се постављени број за један, на командној табли. Када је летелица изнад циља, при бројном приказивању нуле, испале су два детонаторска завртња. Један активира каблове са ваздухом за отклон два „спојлера“ за смањење узгона, који нагло падне, а други активира пресецање каблова команди крмило висине, које се постави у неутралан положај (сечиво је назначено на слици десно). Са овим радњама „спојлера“ и хоризонталног крмила, летелица V-1, је прелазила у стрмо обрушавање, под углом од 600. Због престанка довода горива у томе положају летелице, мотор је престајао да ради (резервовар горива, по вертикалном растојању, спусти се испод на мању висину од мотора, напајање горива престане на тој висинској разлици). Настајала је тишина, после велике пулсирајуће буке мотора, све до експлозије бомбе. Тај проблем са доводом горива, у обрушавању, касније је технички разрешен.
После прорачуна времена дужине лета, према тренутним и претпостављеним условима, било је довољно само да се V-1 покрене са рампе, која је била окренута у правцу циља, а аутопилот је даље управљао са летелицом.

## Производња
Производња пројектила је лансирана крајем 1942. године, на острву Уседом, концетрациони логор Мителбау-Дора (у Балтичком мору). Током Другог светског рата острво је коришћено као концентрациони логор, па су заробљеници коришћени као радна снага за производњу V-1. Прве информације, о томе шта се тамо дешава стигле су у јесен 1942. и 1943. у марту у Лондон, кроз детаљан извештај. Ово је омогућило британцима да 17 и 18. августа 1943. године, изврше масовно бомбардовање и да зауставе производњу „чудног оружја“ за неколико месеци.
У производњи V-1 је учествовало око 50 фабрика, укупно је произведено 32 000 примерака.

## V-4
Била је варијанта V-4 са људском посадом, под називом  . Намењена је била за употребу против савезничких бомбардера. Пилот је био у задњем делу трупа, испред усисника мотора, морао је да усмери авион на циљ и затим да искочи са падобраном. До 1944. је изграђено 175 таквих примерака. У суштини, V-4 је било оружје „бомбаша самоубице“. Да би се то реализовало, морала се оформити војна јединица пилота бомбаша самоубица, за што је и извршена посебна обука, 200 припадника Луфтвафе. Пошто авион, као што је био V-4, није могао да приђе бомбардерима, пилоти овог програма су коришћени на другим задацима Луфтвафе.

## Употреба и ефикасност
Прва комплетна летелица V-1, достављен је 30. августа 1942. године, и након комплетирања са мотором, испоручена је у септембру. Први пробни лет без рада мотора, реализован је 28. октобра 1942. године, са подвешавањем испод авиона Фоке Вулф Fw 200. То је био информативни лет о општим карактеристикама летелице у безмоторном „планирању“, снимање финесе. Први лет са погоном, изведен је 10. децембра. Подигнута је летелица V-1, убрзана и откачена са авиона He-111.
Измишљена је прича, да је прво испитивање обављено на модификованој верзији са пилотом. То нема везе са истином, летелица V-1 је од почетка испитивана, дотеривана и развијана само са искуствима из аутономног безпилотног летења.
Конвенционалним начинима лансирања теоријски је било могуће покренути до 15 летелица дневно са једне рампе. Ова динамика, била је реална у ратним условима, максимум је постигнут са 18 лансирања. Значи да је у реалним условима био број лансирања лимитиран. Од лансираних, успело је само око 25% летелица да бомбардује предвиђене циљеве, већина је изгубљено (уништено), са комбинованим предузетим одбрамбеним мерама браниоца, или због техничке непоузданости летелице и грешке у поставци задатка.
Намењена оперативна висина, првобитно је одређена да буде 2 750 m. Међутим, због проблема са горивном инсталацијом на томе барометарском притиску, дошло је до замене висине лета, у мају 1944. године. Одређена је нова двоструко мања оперативна висина, са чиме су летелице постале рањивије, доведене су у повољније поље савезничког дејства са топовима Бофорс.
V-1 су лансиране из прве пробне верзије, првенствено са стационарних лансера, са копна. У периоду од јула 1944. године, до јануара 1945. године, Луфтвафе их је лансирало, у броју око 1 176 са модификованих авиона Хајнкел He-111, из ваздушног простора изнад Северног мора. Очигледан разлог био у томе што су лансирне рампе на француској обали заузете од савезника. Ови авиони су изводили компликовану маршруту у екстремно ниском лету изнад мора, да би избегли британску противваздухопловну одбрану. При приближавању месту лансирања V-1, авиони носачи, нагло су се пењали на потребну висину, извршили лансирање, поново се спустили изнад мора и у ниском лету су се враћали у своје базе. Истраживањем, након рата, закључено је да је око 40% било неуспешних лансирања. Пошто су авиони Хајнкел He-111, у тој улози били веома рањиви на нападе ноћних ловачких авиона, поготово што се лансирање V-1 извршавало ноћу, а запуштање мотора је осветљавало шири простор око себе, у временском периоду од неколико секунди, што је било довољно за оријентацију и напад британских Спитфајера.
Прво лансирање је извршено 13. јуна 1944. године, када је осморо погинулих цивила. Све у свему, на Енглеску је лансирано око 10.000 оружја овог типа и то на Лондон, а погодили су 2 419 пута. Последица су жртве, 6 184 погинулих и 17 981 рањених људи. Највећа густина погодака V-1 била је у југоисточном Лондону. Међутим, непосредна опасност за Енглеску од V-1 била је привремено прекинута са губитком лансирних рампи на француској обални. Из тог разлога, напади V-1, пренути су на стратешке циљеве у Белгији, у периоду од октобра 1944. до марта 1945. године, а укупно је постигнуто 2 448 погодака.

## Експерименат са варијантом великог долета
Пошто је долет био тангентан, посебно после губитка положаја лансера на француској обали, размишљало се о варијантама за његово увећање. Летелица V-1 је имала мању брзину од тадашњих ловачких авиона и била је лак њихов плен. Сваки задатак је ловачка авијација решавала после откривања летелице и то без дејства свога оружја. Довољно је било да „гурне“ крило V-1 у ваљање. Због те ситуације размишљало се о опцијама бржег и ближег прилаза циљу. Немачки највећи проблем је било време, које им је већ било на измаку, а сваки успешан развој тражи разуман временски период.
Размишљало се о коришћењу бомбардера Арадо Ar 234 Блиц, као носача, али се није ништа практично урадило на томе задатку. Такође је постојала идеја да се адаптира Месершмит Me 262, са великом количином горива у трупу, а са V-1 да се скине мотор, гориво и све остало што је коришћено за лет до почетка понирања. Многа испитивања су предузета, са искрслим елементарним проблемима, на томе задатку. Из аеродинамике, стабилности и раздвајања летелица. Проблеми нису превазиђени првенствено због повећаног отпора и не постизања предности у брзини лета.
Као реалнија варијанта, била је идеја смањење масе постојећој летелици и повећање капацитета горива. Размишљало се о умањењу бојеве главе и израде носног дела трупа од дрвета. На рачун смањења те масе да се повећа количина горива и так да се повећа долет. Ни ова варијанта није стигла да заживи, до краја рата.

## Мере заштите

### Противавионски топови
Британски одбрана, од напада из ваздушног простора од немачког оружја дугог домета, у оквиру операције „стрела“, била је пажљиво организована на основу искуства и сазнања о правцима напада и потелцијалним коридорима доласка летелица. Против авионски топови, распоређени су у очекиваним правцима напада, а неколико пута је мењан њихов распоред. Први је успостављен средином јуна 1944. године, на положаје код Северног Доунса на јужној обали Енглеске, а онда затварање коридора ушћа Темзе, за одбрану од напада са истока. У септембру 1944. године, формирана је нова непрекидна линија одбране на обали Ест Англиа, и коначно у децембру дошло је до додатног распореда дуж обале од Линколншира до Јоркшира. Промене су биле изазване са променом маршрута доласка и напада V-1, као са испадањем из употребе заузетих положаја лансирних рампи, од стране савезника.
У првој ноћи бомбардовања, противавионске топовске посаде, биле су усхићене са утисцима о постигнутим резултатима великог броја „оборени немачких авиона“, пошто се већина њихових циљева запалило и пало, када су им мотори престали радити. Када су сазнали истину, о чему се заправо ради, били су силно разочарани. Заправо нису били авиони бомбардери, већ мале летелице бомбе V-1 на висини лета и то испод оптималне висине ефективног дејства тешких противавионских топова. Мотори нису престали да раде зато што су били онеспособљени са погоцима, већ су остали без напајања са горивом у тренутку почетка понирања. Морали су се брзо преоријентисати на лакше и ефикасније оружје за ове циљеве, практично прећи на статичка „митраљеска гнезда“.
Са развојем новог типа радара, са 3 гига херца учестаности, повећана је ефикасност при дејству против V-1 и при лету на малој висини. Фирма Бел Лабс (енгл. Bell Labs), почела је 1944. године, са испоруком противавионских система са управљањем ватром, подржаног са аналогним рачунаром, баш у време савезничке инвазије.
Ови електронски системи, стигли су заједно са оружјем, на ватрене положаје на обали, у довољно великој количини од јуна 1944. године. Седамнаест процената, свих летећих бомби улазило је кроз приморски брањени појас, а велики број их је уништено са противавионским топовима. Успешно обарање је порасло на 60% до 23. августа, а на 74% у последњој недељи тога месеца, када је у једном дану било оборено 82%, од надошлих. Побољшана је стопа уништења V-1, са утрошком 2 500 испаљених граната на почетку, на само 100 граната, по уништеној једној летелици. Напади су настављани све до заузимања свих локација за лансирање и полетање V-1, од стране савезника.

### Запречни балони
На правцима доласка V-1, распоређено је око 2.000 запречних (баражних) балона, у очекивању да ће летелице бити поремећене у лету и уништене, када се сударе са неким од њих, или када закаче за неки од канапа за њихово причвршћење. Да би то спречили Немци су поставили дуж нападних ивица крила „ножеве“ за сечење препрека (посебно канапа). Све у свему, на овај начин је онемогућено мање од 300 летелица V-1, да дођу до жељеног циља.

### Пресретање
V-1 имала је, брзину лета од 630 km/h, што је било изнад могућности већине ловаца тога времена, у хоризонталном стационарном лету. Ту брзину су ловачки авиони могли постићи и превазићи, само ако су имали предност у висини, па да обрушавају према V-1. У почетку, довољну брзину је имало само неколико авиона као што је Хокер темпест (енгл. Hawker Tempest). Поред директног уништавања, које је могло бити фатално за пилота авиона, због могуће експлозије велике бојеве главе, на малом растојању и судара са деловима V-1. Алтернативно је развијен метод уништавања без употребе ватреног и другог оружја. Састојао се у томе, да авион приђе летелици V-1, крило уз крило. Утицај вртложог струјања око краја крила авиона, био је довољан за стварање скока узгона на томе делу крила V-1 и генерисања њеног момента ваљања, што није било могуће његовом аутопилоту да исправи, пошто није било команде крилаца. То неконтролисано ваљање, доводило је V-1 у катастрофу. То исто је рађено и са физичким контактом, гурање крила у ваљање V-1. Посебно је активно коришћен ловачки авион Спитфајер у овој намени лова V-1 у понирању. Спитфајер је био наоружан са топом, калибра од 20 mm, тако да је често уништавао V-1 и са ватром на безбедној дистанци. Прво ноћно пресретање РАФ-а, било је са авионима 605 пука у између 14 и 15. јуна 1944. године. Поред доста резерви на тактички прилаз лова V-1, са ловачким авионима, ова кампања је настављена.
Организоване су службе осматрања, јављања и вођења акције одбране од напада V-1, са ловачком авијацијом РАФ-а. То је захтевало беспрекорну координацију за постизање успеха.
Летелице V-1 нису имале посебно критичне тачке рањивости, није било пилота и мотор је био без покретних механизама, имао је високу жилавост у преживљавању оштећења и наставак лета, за разлику од класичних борбених авиона са пилотом. V-1 је могао онеспособити, једино директан погодак у један од два детонатора бојеве главе, резервоар горива, нападни систем, аутопилот и у бојеву главу. Међутим то су мали циљеви размештени дубоко у трупу летелице, што је допунски смањивало вероватноћу директног поготка. Свакако, било је најефикасније погодити са топовском гранатом у бојеву главу, са довољно безбедне дистанце.
Када су напади V-1 почели, средином јуна 1944. године, само су били доступни способни авиони за дејство са великом брзином на малој висини, типа Хокер темпест. Ових 30 расположивих авиона, додељени су 150 пуку РАФ-а. Први покушаји да пресретну и униште V-1 често нису успевали, али са побољшаном тактиком и техником убрзо су поправљени резултати. Тим побољшањима посебно је допринео систем „подизање крила“ и изазивање снажног ваљања V-1. Тај метод је био с времена на време заиста ефикасан и доказао се изнад јужног дела Холандије, када је коришћен за обарање V-1, изнад безбедне зоне за обарање, изван насеља.
Одбрандбена флота авиона, повећана је на преко 100 авиона, до септембра. Такође, P-51 Мустанг и Супермарин Спитфајер, подешени су за ове задатке, а током кратких летњих ноћи у одбрани су заједнички учествовали и Де Хевиланд DH.98 Москитоси. Није било потребе за авионске радаре, ноћу се мотор V-1 могао добро чути и до 16 km удаљености, а и издувни облак је био видљив из велике удаљености. Командант пука, на своме авиону је имао топ од 20 mm, прилагођен за дејство на 300 m. Толико је био успешан да су сви остали авиони у пуку били тако подешени, са спроведеним модификацијама.
По дневној светлости, V-1, долазили су хаотично и често неуспешно, посебно када је проглашена одбрамбена зона између Лондона и обале, у којој је било дозвољено да дејствују само најбржи ловачки авиони. Између јуна и 5. септембра 1944. године, 150 ловачки пук, оборио је 638 V-1. Од тога је само 3 ескадрила РАФ-а оборила 305. Један пилот ескадриле, сам је оборио 59 V-1, а командант пука 31 летелицу.
Најуспешнији авиони били су Де Хевиланд DH.98 Москитоси (623 победе), Супермарин Спитфајер (303), и P-51 Мустанг (232). Сви остали типови авиона заједно су оборили 158 V-1. Глостер Метеор је тек оперативно увођен у наоружање у 616 ескадрилу РАФ-а, за борбу против V-1. Имао је довољну брзину, али су му топови били склони отказима, а оборио је само 13 V-1. Ово су биле прве летелице, међусобно супротстављене у светској ваздухопловној историји, са млазним моторима. Мада се то обично приписује борбама између авиона са посадом, за време рата у Кореји, у јесен 1950. године.
Крајем 1944. године, опремљен Викерс Велингтон са радаром, специјално је модификован за употребу од стране РАФ-а за рано упозорење и обавештавање ловачке авијације за пресретање на висинама лета око 4 000 метара. Обавештавао је и наводио ловачке авионе на V-1, преко Северног мора, који су на време били спремни да их сачекају и униште.

### Обмане
За исправна подешавања система навођења у V-1, Немцима је било потребно да знају тачну локацију понирања и удара „летеће бомбе“. Дакле, од немачке обавештајне службе је затражено да припремају ове податке и шаљу из Уједињеног Краљевства. Међутим, сви немачки агенти у Британији, били су врбовани, као двоструки агенти и били су под британском контролом.
Дана 16. јуна 1944. године, од британског двоструког агената, затражили су немачки надлежници информације о локацијама и временским приликама у Британији (Лондон), због њиховог утицаја на лет V-1. Извештаји су давани за блиска мање важна подручја, тако Немци нису имали основе за подвалу, већ су сматрали да је био промашај летелица у оквиру дозвољених грешака. Са друге стране извештаји о ефектима су преувеличавани, о великим жртвама и направљеним пустошем у Лондону, што Немци нису могли проверавати са извиђањем. Тако да су Британци били у ситуацији да двоструко обмањују Немце.
Одређени број V-1, био је опремљен радио предајником, који су имали тенденцију да наведу летелицу пре циља (краћи домет). То је био резултат, првенствено подметнутих погрешних података обавештајаца о локацијама британских одашиљача, „оријентира“. Немачка команда је закључила, да постоји несклад између два скупа података, да мора да постојати грешка у радио предајницима, пошто су били уверени да су агенти потпуно поуздани. Касније је израчунато, да није било те преваре о подацима унетим у радио одашиљаче и да су V-1 исправно подешени, жртве би биле увећан за више од 50%.
Био је циљ преусмеравање дејства V-1, што даље од центра Лондона, што је било јако деликатно пошто је значило изабрати друге жртве. Ратни кабинет одбио да одобри такву меру, која ће повећати страдања у другим областима, чак и под условом да ће то смањити укупне губитке. Ипак је донесена таква одлука, на највишем државном нивоу, уз сагласност и Черчила.

## Крај напада-1
До септембра 1944. године, претила је опасност Енглеској од напада V-1. Тада су напади привремено заустављени, када су заузети лансери на француској обали, од стране савезничке војске. Укупно је уништено са ловцима, протиавионским топовима и са баражним балонима 4 261 V-1.
Последња непријатељска акција, било које врсте, извршена на британску територију догодила се 29. марта 1945. године, када је V-1 погодила циљ.

## Закључна процена
Војни аналитичари нису баш јединствени у оцени ефеката бомбардовања V-1, у односу на класично. Крајем децембра 1944. године, амерички генерал Клејтон Бисел (енгл. Clayton Bissell), представио је студију, у којој је приказао значајне предности у односу на класично бомбардовање. То је сажето у табели десно.
Са друге стране, са врло озбиљном аргументацијом се мало друкчије оцењују ефекти бомбардовања са V-1. Сматра се да употреба V-1 није тактички успела. Ни у једном тренутку кампања бомбардовања са V-1, није могла ослабити ратне способности Енглеске. Стратешки, то је био привидан и привремен успех. Савезничко руководство се претерано плашило негативног утицаја V-1, на морал својих снага, па је у одбрани ангажовано много више особља и осталих ратних ресурса, него што је то заслуживало релативно јефтино немачко оружје, ипак са лимитираним борбеним могућностима.
За време напада V-1, од јула до августа 1944. године, исти су чињени са по десетак летелица у групама. Ефекат дејства, на морал становништва у Лондону, био је поражавајући. Сваки дан, до 14 000 становника возом је напуштало град, што се наставило током целог лета. Сматра се да је током лета напустило град до два милиона људи.

## Јапанска верзија
Немци су са својом подморницом испоручили јапанцима пулсирајући млазни мотор Аргус As 014, 1943. године. Ваздухопловни институт у Токију Царског универзитета и авио-компанија Каваниши спровеле су заједничку студију о изводљивости за интеграцију сличног мотора на авион са пилотом. Резултат тога био је пројекат, базиран на енгл. Fieseler Fi-103 Reichenberg (Fi 103R, пилотирани V-1), а име је добила енгл. Kawanishi Baika, то је требало да буде камиказа, са пулсирајућим млазним мотором.
Тај пројекат никада није напредовао у следећу фазу развоја, али техничка документација и белешке указују на то да су биле две верзије у разматрању: верзија са мотором и његовим усисником уграђеним испод трупа, и земаљска верзија, која би полетала без рампе.
Обавештајни извештаји о овом оружју су ширили „гласине“ да је дато томе авиону име енгл. Yokosuka MXY-7, „Камиказа бомба“. Ово је био још један пројекат авиона за пилота самоубицу, који није реализован.

## Послератне верзије
После рата, оружане снаге Француске, Совјетског Савеза и Сједињене Америчких Држава, детаљно су испитали V-1 и наставили експериментисање, у смислу надоградње и усавршавања тога решења.

### Француска
Французи су произвела умањену копију V-1, за намену летеће мете у ваздушном простору. Та мета је имала назив CT-10, била је са два вертикална репа. CT-10, заснивао се на ракетном бустеру за полетање или са лансирањем са авиона, носача. Неколико CT-10, продато је Великој Британији и САД.

### Совјетски Савез
Совјетски Савез је заробио трофејне V-1, када су заузели Близна у Пољској. 10 К је био њихова копија летелице V-1, који су касније назвали „Производ 10“. Руководилац развоја, био је Владимир Челомеј. Почетна испитивања, почела су у марту 1945. године, на опитном полигону у Ташкенту са лансирањем са земаљске рампе, са авиона и са брода. Летна испитивања, завршена су 1946. године, али је Врховни војни савет одбио да прими средство у наоружање Совјетског Савеза, првенствено због мале прецизности. Није их задовољавао резултат погађања поља 5 х 5 km на растојању од 200 km. Такође нису прихватали тако мали долет и мању брзину од класичних авиона са елисно клипним мотором. Са побољшаним верзијама настављено у касним 40-им годинама 20. века. Фокусиран је сегмент вођења и навигације као приоритет побољшања са новим технолошким иновацијама. Развијено је неколико варијанти летелица из ове породице (14К и !16К), али је у раним 50-им годинама прошлога века све прекинуто.
На основу пулсирајућег млазног мотора Аргус, у Немачкој у Јункерсовој корпорацији је почео развој авиона Јункерс Ју ЕФ126. Совјетски Савез је у процесу заузимања заробио и њиховог пројектанта Бадеа (енгл. Baade). Дозволили су му да изнесе свој предлог, совјетском армијском врху, план и могућности наставка развоја и производње тога авиона подешеног за масовну производњу. Прихваћен је предлог и развијен је и изграђен први прототип, а у мају 1946, исти је направио и свој први лет без мотора уз вучу са Ju 88G-6. Међутим, током пробног лета 21. маја догодила се несрећа, у којој је пробни пилот погинуо а прототип је потпуно уништен. У безмоторном прилазу аеродрому, била је лоша процена, био је „кратак“ и да не би ударио пре стазе, пилот је покушао повећати брзину са повећањем угла понирања (није имао мотор) и изгубио је и онако малу висину и ударио са носним делом у земљу.
Касније, изграђено је неколико авиона тога типа, али су почетком 1948. године свих даљи радови на томе програму прекинути. Одустало се од инсистирања на концепту развоја малог и јефтиног авиона у великом броју примерака.

### Сједињене Америчке Државе
Сједињене Државе су на основу спашених и сачуваних делова у Енглеској 1944. године, пројектовали летелицу V-1, методом дедукције. До 8. септембра, био је завршен први од тринаест комплетних прототипова, под називом „Реплика Форд JB-2s“, затим су и остали били склопљени. Њихова варијанта, „Реплика Форд JB-2s“ је имала измењене димензије у односу на немачку варијанту V-1. Размах крила је био већи за 6,4 cm, ширина и дужина је већа за 0,61 m, а површина крила 60,7 m 2, у односу на 55 m² код V-1.
Верзија KGW-1, била је намењена за лансирање са возила, тенка, брода и са извиђачких авиона великих долета. Посебна варијанта је направљена да се лансира са подморнице. Морнарица је спремала да то оружје користи при инвазији на Јапан, али је атомско бомбардовање и њихова капитулација те планове и програме изменила.
После Другог светског рата, летелице JB-2s/KGW-1, одиграли су значајну улогу у развоју напреднијих аутономно
 самовођених система, тактичке и стратегијске намене, као што су MGM-1 Матадор, а касније и MGM-13 Маке.

## Карактеристике
- Размах крила 5,3
- Дужина летелице 7,742
- Висина летелице 1,42
- Полетна маса 2.160
- Пулсирајући млазни мотор  Аргус As 014
- Потисак 2,7
- Максимална брзина лета 645 km/h (М = 0,65)
- Брзина крстарења 576
- Долет 257-300
- Плафон лета 3.000
- Бојева глава 847
- Додатно оружје:
  - Касетне бомбе 23 kg
  - Пропагандни леци
- Гориво 570 литара
- Пречник поља вероватноће погодака око 0,9 km [тражи се извор]

## Корисници
Нацистичка Немачка
- Луфтвафе

## Постава у музејима
Аустралија
- Аустралијски Ратни Мемориал у Канбери, Аустралија

Канада
- Атлантик канадски ваздухопловни музеј у Халифаксу

Данска
- Дански војни музеј

Француска
- Музеј, нацистички бункер „Западни север“

Нови Зеланд
- Музеј за саобраћај и технологију.[26][27]

Велика Британија
- -103,  442795, приказан је на екрану, Музеј науке, Лондон
- Ваздухопловни музеј, Лондон
- Краљевски војни музеј, Духсфорт
- Краљевски ваздухопловни музеј, Косфорд
- Аеродром енгл. East Midlands

Америка
- -2, приказан је на екрану, у америчком војном музеју у Дејтону, Охајо.[28]
- -2, приказан је на екрану, у Вирџинији.
- -76, приказан је на екрану, у војном меморијалном центру у Индијани.[29]
- Национални ваздухопловни музеј, у Вашингтону.
- На Ћино аеродрому у Калифорнији, мотор JB-2 је у функционалном стању.[тражи се извор]
- -2, приказан је на екрану, у музеју на Аљаски.
- -2, приказан је на екрану, у ваздухопловном парку у Калифорнији.
- -1, приказан је на екрану, Ваздухопловни парк у Мичигену.
- Један је приказан, заједно са V-2, у Канзасу.
- -1, такође се налази у ваздухопловном музеју „Фантазији лета“, Флориди.
- У америчком свемирском и ракетном центру, у Алабами, приказан је један V-1.
- -1  121536, приказан је на екрану у ваздухопловном музеју Тусон, Аризона.